# Liinakhamari

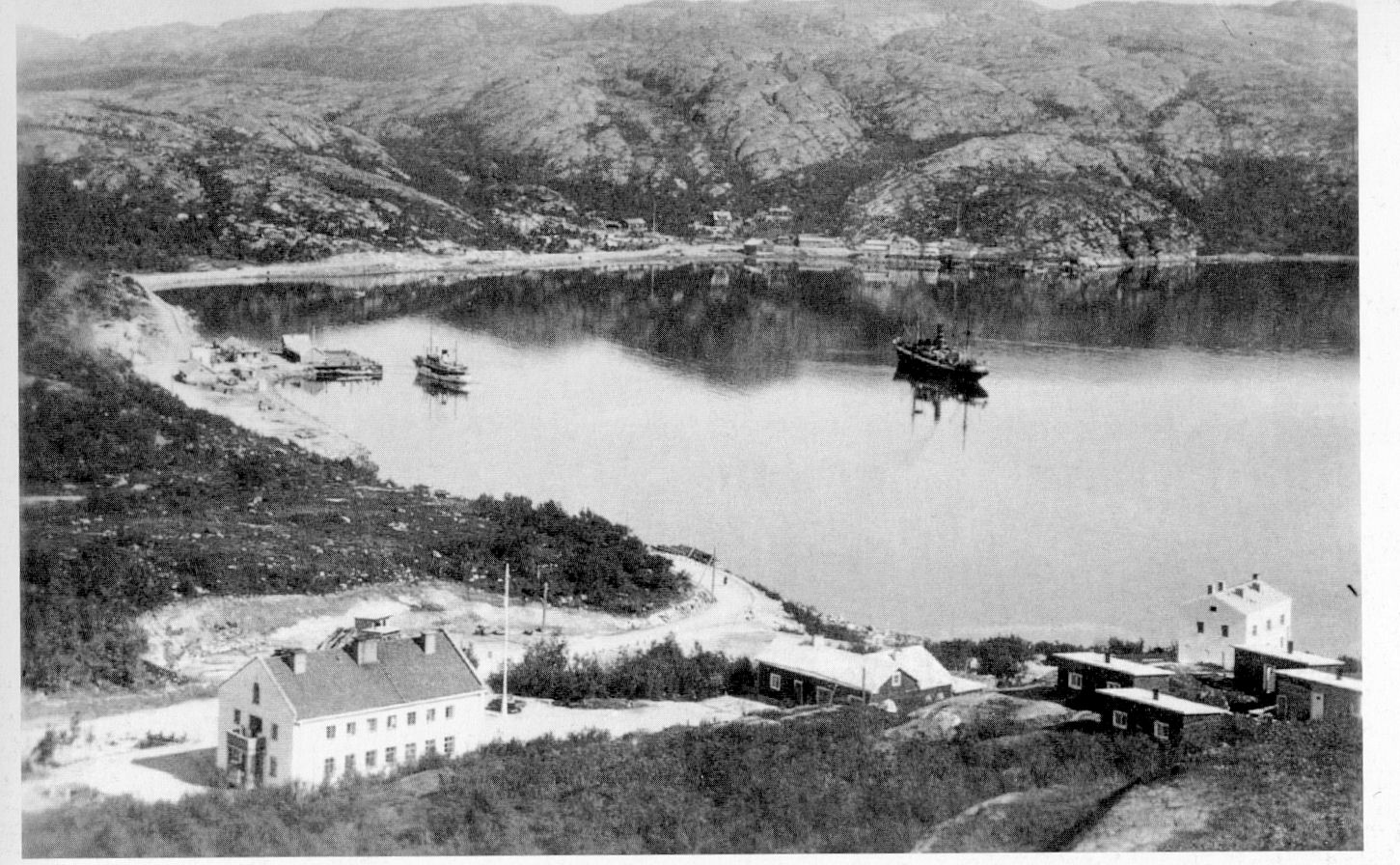
Port de Liinahamari a Petsamo, Finlàndia a la dècada de 1930

Liinakhamari (en rus: Лиинахамари; en finès: Liinahamari; en suec: Limhammar) és un port lliure de gel i una ciutat de Rússia a l'óblast de Múrmansk, dins el Districte de Petxenga. Aquest port va pertànyer a Finlàndia des de 1920 a 1944 quan va passar a la Unió Soviètica. Liinakhamari era l'únic port oceànic de Finlàndia. La carretera al mar àrtic des de Rovaniemi a Liinakhamari ja estava llesta el 1931.
Durant el període 1940–1941, el lapse de pau entre la Guerra d'Hivern i la Guerra de Continuació, Liinakhamari era l'única ruta de pas de Finlàndia i Suècia entre les influències soviètiques i alemanyes. 10.000 homes treballaven a la zona.

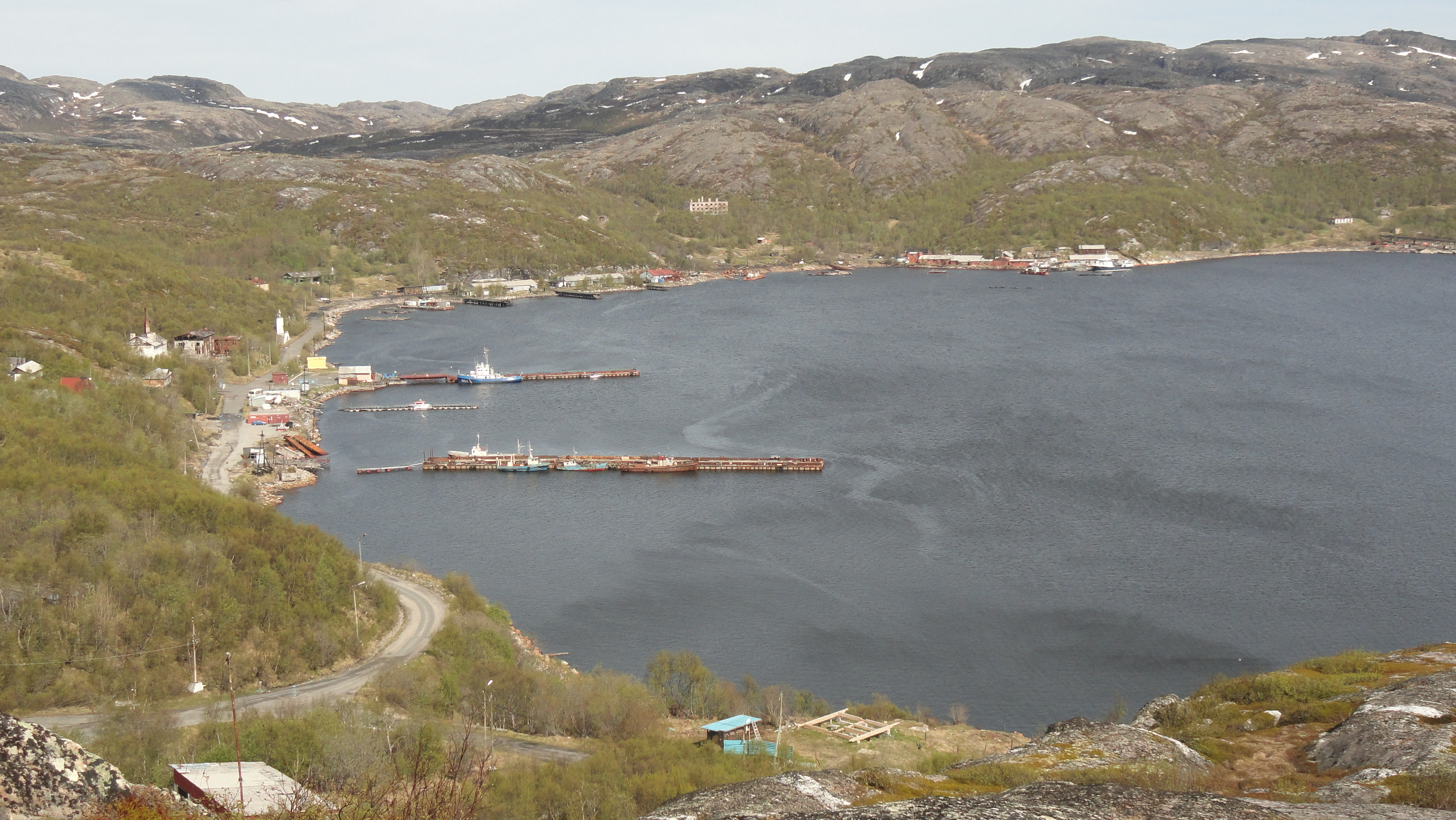
Port

Durant la Guerra de Conttinuació Liinakhamari era regida per les forces armades del l'Alemanya Nazi. Aquest port va ser atacat per la Royal Air Force Fairey Albacore i Fairey Swordfish el 30 de juliol de 1941.
Els soviètics conqueriren aquest port el 12 d'octubre de 1944. Actualment Liinakhamari és un port militar rus.